# Torino Challenger (1980-1994)
Il Torino Challenger è stato un torneo professionistico di tennis giocato su campi in terra rossa. Faceva parte dell'ATP Challenger Series. Si è giocato annualmente a Torino in Italia dal 1980 al 1994. Dopo le prime due edizioni, vi fu una pausa di otto anni e fu ripristinato nel 1990 prima di essere cancellato nel 1994.

## Albo d'oro

### Singolare
| Anno       | Campione           | Finalista              | Punteggio     |
| ---------- | ------------------ | ---------------------- | ------------- |
| 1980       | Robbie Venter      | Miguel Mir             | 6–2, 6–1      |
| 1981       | Pablo Arraya       | Stefan Simonsson       | 6–4, 3–6, 6–3 |
| 1982- 1989 | Non disputato      | Non disputato          | Non disputato |
| 1990       | João Cunha e Silva | Jimmy Brown            | 7–6, 6–7, 6–4 |
| 1991       | Paolo Canè         | Roberto Azar           | 6–2, 6–3      |
| 1992       | Franco Davín       | Renzo Furlan           | 7–6, 3–6, 6–1 |
| 1993       | Richard Fromberg   | Horacio de la Peña     | 6–1, 7–6      |
| 1994       | Albert Costa       | Oscar Martinez Dieguez | 6–4, 6–4      |

### Doppio
| Anno       | Campioni                          | Finalisti                        | Punteggio     |
| ---------- | --------------------------------- | -------------------------------- | ------------- |
| 1980       | Jai Di Louie Wayne Hampson        | Dave Siegler Robbie Venter       | 6–3, 6–4      |
| 1981       | Lloyd Bourne Blaine Willenborg    | Jaime Fillol Željko Franulović   | 5–7, 6–4, 6–2 |
| 1982- 1989 | Non disputato                     | Non disputato                    | Non disputato |
| 1990       | Neil Borwick David Lewis          | Christer Allgårdh Martin Sinner  | 6–2, 3–6, 6–2 |
| 1991       | Omar Camporese Renzo Furlan       | Sven Salumaa Tobias Svantesson   | 7–5, 3–6, 6–4 |
| 1992       | Byron Black John-Laffnie de Jager | T. J. Middleton Ted Scherman     | 6–4, 6–2      |
| 1993       | Andrew Kratzmann Marten Renström  | Brian Joelson John Sullivan      | 6–4, 6–0      |
| 1994       | Leonardo Lavalle Libor Pimek      | Richard Schmidt Greg Van Emburgh | 6–2, 7–6      |